# Jus soli

Jus soli in de wereld
Onvoorwaardelijk jus soli voor personen geboren in het land
Jus soli met beperkingen
Jus soli afgeschaft

Jus soli (ook ius soli of ius loci) is een Latijnse uitdrukking die "het recht van de grond" betekent. Jus soli is een rechtsbeginsel op grond waarvan de nationaliteit van een persoon wordt bepaald door de plaats waar hij of zij is geboren.
Dit rechtsbeginsel wordt vooral toegepast op het Amerikaanse continent, onder andere in Argentinië, Brazilië, Canada, Colombia, de Verenigde Staten, Jamaica, Mexico en Uruguay.
Het wordt ook in Frankrijk toegepast, voor kinderen van wie ten minste één ouder ook in Frankrijk is geboren. Kinderen met buitenlandse ouders kunnen de Franse nationaliteit aanvragen afhankelijk van hun leeftijd en verblijfsduur.
En ander principe heet jus sanguinis, dat onder andere in België en Nederland van toepassing is. Daarin wordt - kort gezegd - aanspraak gemaakt op een nationaliteit op basis van afstamming.